# Sigurd Ormöga (1774)
Sigurd Ormöga var en turuma, en typ av skärgårdsfregatt, konstruerad av Fredrik Henrik af Chapman. Hon är uppkallad efter Sigurd Ormiöga.

## Tjänstgöringshistoria
Hon byggdes år 1774 i Karlskrona och deltog i Gustav III:s ryska krig 1788-1790, bland annat i Första slaget vid Svensksund 1789. Hon såldes 1799.